# C/2007 N3 (Lulin)
C/2007 N3 (Lulin) ist ein Komet, der im Jahr 2009 mit bloßem Auge beobachtet werden konnte.

## Entdeckung und Beobachtung

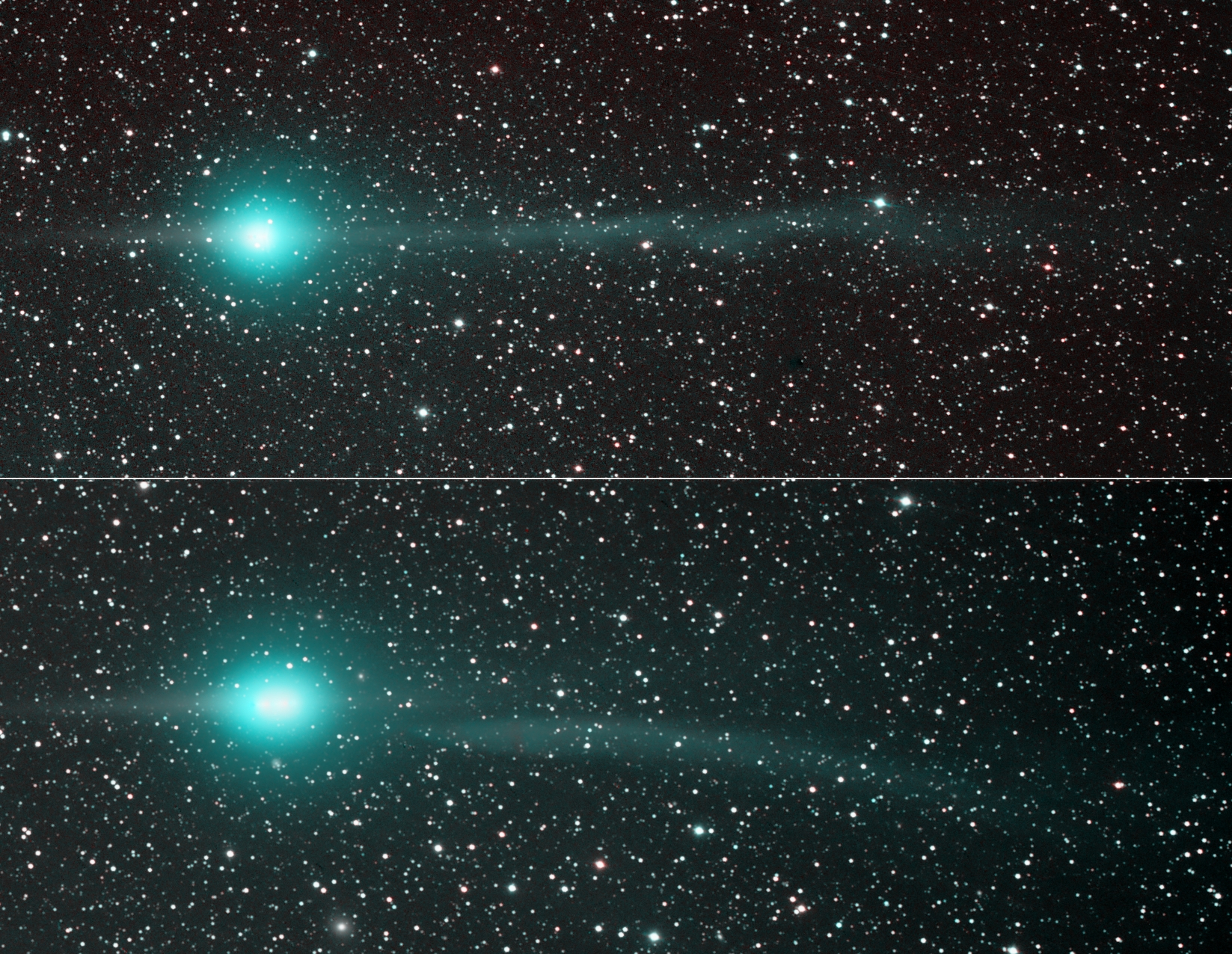
Komet Lulin am 31. Januar und 4. Februar 2009 mit Gegenschweif nach links und Abrissereignis im Gasschweif nach rechts am 4. Februar

Der Astronom Qǐshēng Lín (林啟生) hatte am 11. Juli 2007 mehrere Aufnahmen an einem 41-cm-Teleskop des Lulin-Observatoriums in Taiwan angefertigt. Quánzhì Yè (葉泉志) an der Sun-Yat-sen Universität in Guangzhou identifizierte auf 3 Aufnahmen ein Objekt mit einer Helligkeit von etwa 19 mag, das zunächst als Asteroid beschrieben wurde. Mehrere Beobachtungen bestätigten die Entdeckung, aber erst am 17. Juli konnte das Objekt durch J. Young am Table Mountain Observatorium in Kalifornien als Komet erkannt werden, weshalb der Komet nicht nach seinen Entdeckern benannt wurde.
Das Objekt war zum Zeitpunkt seiner Entdeckung noch über 6,4 AE von der Sonne entfernt, aber erste Bahnberechnungen durch Brian Marsden zeigten, dass der Komet der Erde relativ nahe kommen würde. Ein Jahr nach seiner Entdeckung war die Helligkeit bereits bis auf 10 mag angewachsen, im Oktober 2008 konnte er in Australien und in Spanien bei einer Helligkeit von etwa 8 mag in der Abenddämmerung beobachtet werden.
Um die Zeit seiner Konjunktion mit der Sonne stand der Komet vom 17. November bis 4. Dezember auch im Sichtfeld des LASCO C3-Koronografen des Weltraumobservatoriums SOHO und konnte auf dessen Aufnahmen vom 1. Dezember bei 9 mag Helligkeit aufgefunden werden. Kurz darauf konnte der Komet in der zweiten Dezemberhälfte wieder in Spanien am Morgenhimmel beobachtet werden. Anfang Februar 2009 wurde er in Australien erstmals mit bloßem Auge beobachtet. Bis Ende Februar erreichte er seine größte Helligkeit von 4–5 mag. Der Komet näherte sich rasch der Erde und durch seine gegenläufige Bewegung wanderte er sehr rasch über den Himmel. Er leuchtete intensiv grün und entwickelte neben seinem Hauptschweif auch einen Gegenschweif von bis zu 1,5° Länge, ein Phänomen, das beobachtet werden kann, wenn sich ein Komet nahezu in der Bahnebene der Erde bewegt. Seine Helligkeit war Anfang März wieder auf etwa 6 mag gefallen, weil er sich wieder von Sonne und Erde entfernte, und betrug Ende März noch 8 mag, ein Schweif war nicht mehr zu sehen. Teleskopisch konnte der Komet noch bis Ende 2010 beobachtet werden.

## Wissenschaftliche Auswertung
Die physikalischen Eigenschaften des Kometenstaubs konnten durch optische Beobachtungen mit dem 2,3-m-Bok-Teleskop des Kitt-Peak-Nationalobservatoriums und polarimetrische Messungen am Mount-Lemmon-Observatorium im Februar/März 2008, sowie Beobachtungen im Infraroten mit dem Infrared Spectrograph (IRS) auf dem Spitzer-Weltraumteleskop im Oktober 2008 untersucht werden.
Die ungewöhnliche Erscheinung des Kometen gab Anlass zu besonders ausgedehnten Beobachtungen mit dem 1,1-m-Teleskop am Lowell-Observatorium in Arizona vom Juli 2008 bis Mai 2009. Dabei wurden die Produktionsraten von OH, NH, CN, C3, C2 und Wasser abgeleitet. Die Aufnahmen der Kometenkoma zeigten eine längliche Ausdehnung und zwei korkenzieherförmige Strahlen, verursacht durch zwei aktive, Gas und teilweise Staub ausstoßende Zonen in Polnähe des Kometen. Daraus konnte die Orientierung der Rotationsachse und eine Rotationsperiode des Kometen von etwa 41,5 Stunden abgeleitet werden. Aus der Produktionsrate von Wasser wurde ein Radius des Kometenkerns von bis zu 8 km abgeleitet. Das frühe Entdeckungsdatum des Kometen, die isolierten Gasquellen und die Eigenschaften des Staubes wurden eher als Anzeichen für einen „dynamisch alten“ Kometen gedeutet.
Mit dem Near Infra-Red Spektrograph (NIRSPEC) am Keck-Observatorium auf dem Mauna Kea wurde im Januar/Februar 2009 die chemische Zusammensetzung des Kometen untersucht. Dabei wurden neben Wasser 8 flüchtige Substanzen (C2H6, CH3OH, H2CO, CH4, HCN, C2H2, NH3 und CO), sowie OH* and NH2 nachgewiesen. Im Verhältnis zu Wasser hatten insbesondere C2H2 und H2CO ein unterdurchschnittliches Vorkommen, während CH3OH überdurchschnittlich angereichert war.
Von Januar bis März 2009 wurde der Komet mehrmals mit dem Ultraviolet and Optical Telescope (UVOT) auf dem Swift-Satelliten beobachtet. Bei zwei Beobachtungen im Ultravioletten Ende Januar konnten die Produktionsraten von OH, CS, NH, CN, C3, C2 und Staub ermittelt werden. Auch die Produktionsrate von Wasser konnte bestimmt werden. Bei drei weiteren Beobachtungen wurde die Morphologie des Kometen gleichzeitig im Röntgenbereich und im Ultravioletten gemessen und miteinander verglichen.
Im Februar 2009 wurde der Komet mit dem 22-m-Radioteleskop des Krim-Observatoriums bei einer Wellenlänge von 18 cm beobachtet und die Produktionsrate von OH abgeschätzt.
Der Komet wurde Ende März 2009 auch mit dem Infrarot-Weltraumteleskop Akari beobachtet. Das Verhältnis von CO und CO2 zu Wasser wurde ermittelt und lag bei diesem Kometen bei relativ niedrigen Werten.

## Umlaufbahn
Für den Kometen konnte aus 3853 Beobachtungsdaten über einen Zeitraum von dreieinhalb Jahren eine elliptische Umlaufbahn bestimmt werden, die um rund 178° gegen die Ekliptik geneigt ist. Die Bahn des Kometen verläuft damit nahezu in der gleichen Ebene wie die der Planeten, aber er durchläuft seine Bahn gegenläufig (retrograd) zu ihnen. Im sonnennächsten Punkt (Perihel), den der Komet am 10. Januar 2009 durchlaufen hat, war er noch etwa 181,4 Mio. km von der Sonne entfernt und befand sich damit zwischen den Umlaufbahnen von Erde und Mars. Da seine Bahn nur geringfügig gegen die Ekliptik geneigt ist, kreuzt sie die der äußeren Planeten und des Mars in jeweils nur geringem Abstand und er kam dadurch einigen der äußeren und inneren Planeten ein- oder mehrmals relativ nahe:
| Datum             | Planet     | Min. Abstand (in AE) |
| ----------------- | ---------- | -------------------- |
| Februar 2004      | Uranus     | 14,1                 |
| 23. Juni 2008     | Jupiter    | 2,5                  |
| 22. November 2008 | Mars       | 0,10                 |
| 24. Februar 2009  | Erde       | 0,41                 |
| 2. März 2009      | Venus      | 0,74                 |
| 13. März 2009     | Saturn     | 8,0                  |
| 28. April 2009    | (2) Pallas | 0,92                 |
| 20. Juli 2009     | (4) Vesta  | 0,42                 |
| 13. November 2011 | Jupiter    | 6,1                  |
| April 2019        | Uranus     | 7,9                  |

Die Annäherung an den Mars entspricht einer Distanz von etwa 14,8 Mio. km, während die größte Annäherung an die Erde einer Entfernung von etwa 61,5 Mio. km entspricht.
Nach den Bahnelementen, wie sie in der JPL Small-Body Database angegeben sind und die keine nicht-gravitativen Kräfte auf den Kometen berücksichtigen, hätte seine Bahn lange vor seiner Passage des inneren Sonnensystems noch eine Exzentrizität von etwa 0,999964 und eine Große Halbachse von etwa 34.000 AE gehabt, so dass seine Umlaufzeit bei etwa 6,2 Mio. Jahren gelegen hätte. Durch die Anziehungskraft der Planeten würde seine Bahnexzentrizität auf etwa 0,99900 und seine Große Halbachse auf etwa 1210 AE verringert, so dass sich seine Umlaufzeit auf etwa 42.200 Jahre verkürzen würde.
In einer Untersuchung aus dem Jahr 2013 konnten Królikowska und Dybczyński zeigen, dass man die beste Übereinstimmung mit den beobachteten Positionen des Kometen durch eine rein gravitative Bahnbestimmung und durch eine getrennte Auswertung der Beobachtungsergebnisse vor und nach dem Periheldurchgang erhält. Sie verwendeten dazu 1594 Beobachtungen zur Bestimmung eines Satzes Bahnelemente zur Beschreibung der Kometenbahn bis zum Perihel sowie 515 Beobachtungen zur Bestimmung eines Satzes Bahnelemente zur Beschreibung der Kometenbahn nach dem Perihel. Außerdem bestimmten sie Werte für die ursprüngliche und zukünftige Bahnform lange vor bzw. nach dem Durchgang durch das innere Sonnensystem. In einer weiteren Untersuchung von 2015 konnten sie durch eine Simulation der Kometendynamik mit statistischen Verfahren unter zusätzlicher Berücksichtigung der Anziehungskräfte der galaktischen Scheibe und des galaktischen Zentrums, sowie gravitativ störender Sterne in der Sonnenumgebung, die Daten noch etwas optimieren, allerdings hatten diese zusätzlichen Effekte nur einen sehr geringen Einfluss.
In einer Untersuchung aus dem Jahr 2020 revidierte M. Królikowska ihre Bahnbestimmung noch einmal, indem sie 3729 Beobachtungsdaten aus dem gesamten Beobachtungszeitraum verwendete und um das Perihel herum asymmetrische nicht-gravitative Kräfte auf den Kometen berücksichtigte (Modell „n6“). Demnach bewegte sich der Komet ursprünglich auf einer elliptischen Bahn mit einer Exzentrizität von 0,999961 und einer Großen Halbachse von 30.300 AE mit einer Umlaufzeit von etwa 5,1 Mio. Jahren. Es handelte sich definitiv um einen „dynamisch neuen“ Kometen aus der Oortschen Wolke, der zuvor noch nicht in Sonnennähe war. Für die zukünftige Bahn bestimmte sie eine elliptische Charakteristik mit einer Exzentrizität von etwa 0,99899, einer Großen Halbachse von 1206 AE und einer Umlaufzeit von etwa 41.600 Jahren.